# Tradescantia gentryi
Tradescantia gentryi är en himmelsblomsväxtart som beskrevs av David Richard Hunt. Tradescantia gentryi ingår i släktet båtblommor, och familjen himmelsblomsväxter. Inga underarter finns listade.